# Gorjuša
Gorjuša este o localitate din comuna Domžale, Slovenia, cu o populație de 128 de locuitori.